# Mikania stipulacea
Mikania stipulacea là một loài thực vật có hoa trong họ Cúc. Loài này được (Vahl) Willd. mô tả khoa học đầu tiên năm 1803.